# Шелару (Дамбовица)
Шелару (рум. Şelaru) насеље је у Румунији у округу Дамбовица у општини Шелару. Oпштина се налази на надморској висини од 147 m.

## Становништво
Према подацима из 2002. године у насељу је живело 3952 становника, од којих су сви румунске националности.

### Хронологија
| Година       | 1992 | 1993 | 1994 | 1995 | 1996 | 1997 | 1998 | 1999 | 2000 | 2001 | 2002 | 2003 | 2004 | 2005 | 2006 | 2007 | 2008 | 2009 | 2010 | 2011 | 2012 | 2013 | 2014 | 2015 | 2016 | 2017 |
| ------------ | ---- | ---- | ---- | ---- | ---- | ---- | ---- | ---- | ---- | ---- | ---- | ---- | ---- | ---- | ---- | ---- | ---- | ---- | ---- | ---- | ---- | ---- | ---- | ---- | ---- | ---- |
| Становништво | 4063 | 3999 | 3982 | 3948 | 3906 | 3854 | 3848 | 3834 | 3807 | 3779 | 3732 | 3669 | 3622 | 3561 | 3521 | 3480 | 3421 | 3371 | 3345 | 3296 | 3279 | 3258 | 3230 | 3183 | 3129 | 3111 |